# HMS Thunderbolt (N25)
«Тандерболт» (N25) (англ. HMS Thunderbolt (N25) — військовий корабель, підводний човен І-го підкласу типу «T» Королівського військово-морського флоту Великої Британії часів Другої світової війни.

## Історія створення
«Тандерболт» був закладений 21 грудня 1936 року на верфі компанії Cammell Laird, Беркенгед. 26 жовтня 1940 року увійшов до складу Королівських ВМС Великої Британії.

## Відео
- The thunderbolt submarine — YouTube